# Czachów (Mazovie)
Pour les articles homonymes, voir Czachów.
Czachów (prononciation : [ˈt͡ʂaxuf]) est un village polonais de la gmina de Jasieniec dans le powiat de Grójec de la voïvodie de Mazovie dans le centre-est de la Pologne.
Il se situe à environ 6 kilomètres au sud-est de Grójec (siège du powiat) et à 43 kilomètres au sud de Varsovie (capitale de la Pologne).

## Histoire
De 1975 à 1998, le village appartenait administrativement à la voïvodie de Radom.